# 福知山市立雀部小学校
福知山市立雀部小学校（ふくちやましりつ ささべしょうがっこう）は、京都府福知山市前田にある公立小学校。

## 学校長
葦原　宏

## 沿革
- 1???年 - 現在の福知山市立雀部小学校の母体となる、養賢校(前田村)、川北校(川北村)が開校[1]
- 1889年（明治22年） - 市村制に伴い前田・土師・川北村が合併し、雀部(ささいべ)村となり、上記2校を合併し雀部村立雀部小学校が誕生。養賢校を本校とし、川北校が分校となる[1]
- 1904年（明治37年） - 雀部村立雀部尋常小学校となる[1]
- 1908年（明治41年） - 雀部村立雀部尋常高等小学校に改称[1]
- 1937年（昭和12年） - 雀部村が福知山町に編入し、福知山市立雀部尋常高等小学校となる[1]
- 1941年（昭和16年） - 福知山市立雀部国民小学校となる[1]
- 1947年（昭和22年）  - 学校教育法が施行され、福知山市立雀部小学校となる。校訓を制定[1]
- 2014年（平成26年） - 平成26年8月豪雨で学校給食が中止（10月に再開[2]）するなどの被害が発生[3]

## 主な進学先
- 福知山市立日新中学校
- 京都府立福知山高等学校・附属中学校
- 京都共栄学園中学校・高等学校

## 校区と主な施設
土師川の東側（前田，土師，土師宮町，土師新町東，土師新町南，西佳屋野，東佳屋野、南佳屋野、小松ヶ丘，秋津ヶ丘，川北）を校区としている。
- 京都府立福知山高等学校・附属中学校
- 私立花園保育園
- 私立土師保育園
- 福知山自動車学校
- 土師郵便局
- 雀部簡易郵便局
- 国道9号
- 京都府道8号福知山綾部線
- 京都府道74号舞鶴綾部福知山線
- 中丹広域農道

## 著名な出身者
- 千原せいじ - お笑い芸人(千原兄弟)[4]
- 千原ジュニア - お笑い芸人(千原兄弟)[4]

## 交通アクセス
- JR山陰本線石原駅下車
- 京都交通前田バス停下車